# Kråkenesholmen
Kråkenesholmen est une île norvégienne dans le landskap Sunnhordland du comté de Vestland. Elle appartient administrativement à Sveio.

## Géographie
Rocheuse et couverte d'arbres, elle s'étend sur environ 212 m de longueur pour une largeur approximative de 85 m. 